# 休·洛夫廷
休·約翰·洛夫廷（Hugh John Lofting，1886年1月14日—1947年9月26日）是一位英國作家，創造了經典兒童文學形象杜立德醫生。

## 生平
休·洛夫廷出生於伯克郡梅登黑德，父母是英格蘭和愛爾蘭人。長兄是後來在澳大利亞成為作家的Hilary Lofting。
休·洛夫廷在雪菲爾德的Mount St. Mary's College上學，後來前往美國，1905至06年間在麻省理工學院學習。
在進入愛爾蘭衛隊并參加一戰之前，他是一名土木工程師。爲了不給自己的孩子留下戰爭的恐怖印象，他寄給家裡的信是一篇篇的奇幻小說，即杜立德醫生。因為在戰爭中受了嚴重創傷，他與家人一起搬到了美國康涅狄格州，但仍保留英國國籍。他三度結婚，有三個孩子。

## 外部連結
- A Hugh Lofting website （页面存档备份，存于）
- Hugh Lofting的作品  - 古騰堡計劃
- Works by Hugh Lofting at Internet Archive
- https://sites.google.com/site/hughloftingfirsteditionsuk/ （页面存档备份，存于） - First Editions shown with pictures of the books.